# Brachirus macrolepis
Brachirus macrolepis är en fiskart som först beskrevs av Bleeker, 1858.  Brachirus macrolepis ingår i släktet Brachirus och familjen tungefiskar. Inga underarter finns listade.